# 沧州幼儿师范高等专科学校
沧州幼儿师范高等专科学校，前称泊头职业学院，位于中國河北省滄州泊头市光明街150号，始建於1925年9月，是河北省十間最早建立的師範學校之一，经河北省政府批准，現已轉為一所普通的全日制高校。

## 軼事
2012年9月3日，曾發生20多名學生於學生餐廳食物中毒的事件。